# Scleria scabra
Scleria scabra är en halvgräsart som beskrevs av Carl Ludwig von Willdenow. Scleria scabra ingår i släktet Scleria och familjen halvgräs. Inga underarter finns listade i Catalogue of Life.